# Tim Muggli
Tim Muggli, né le 28 octobre 2003 à Cham, est un joueur suisse de hockey sur glace. Il joue au poste d'attaquant.

## Biographie

### Jeunesse
Muggli fait partie du système junior de l'EV Zoug. Dans ce cadre, il va également jouer avec les Stars d'Argovie et le HC Innerschwyz. En 2019, il est sacré champion de Suisse dans la catégorie des moins de dix-sept ans avec l'EV Zoug. En 2022 et 2024, il est sacré champion de Suisse dans la catégorie des moins de vingt ans avec Zoug,.

### En club
Muggli commence sa carrière avec l'EVZ Academy, le club école de l'Ev Zoug, évoluant en Swiss League. Le premier match qu'il joue a lieu le 19 octobre 2021. Le 22 octobre 2021, il inscrit son premier but face aux GCK Lions.
Le 19 novembre 2022, il joue son premier match en National League. Au terme de la saison, il est complètement intégré au contingent de l'équipe fanion. Le 20 février 2024, il prolonge son contrat avec Zoug, jusqu'au terme de la saison 2024-2025.
Le 7 mai 2024, il est échangé au HC Ambrì-Piotta contre Nando Eggenberger. Étant retenu comme 13e attaquant lors du premier match de la saison 2024-2025 face au SC Rapperswil-Jona Lakers, il profite de la blessure de Floran Douay pour intégrer le quatrième bloc à partir du second tiers-temps. Alors qu'il reste moins de trois minutes, il décoche un tir puissant pour obtenir son premier but en NL.

### Carrière internationale
Muggli participe au Championnat du monde junior de 2022 et de 2023.

### Vie privée
Muggli grandit à Cham. Son père est un éducateur physique qui l'encourage à essayer plusieurs sports, avant qu'il ne choisisse le hockey sur glace. Ses frères l'ont ensuite suivi dans ce sport : Gian est arbitre, tandis que Léon est défenseur. En parallèle du hockey, il suit une formation d'employé de commerce.

## Statistiques

### En club

#### Championnat
| Saison    | Équipe          | Ligue      |                   | Saison régulière  | Saison régulière  | Saison régulière  | Saison régulière  | Saison régulière  |                   | Séries éliminatoires | Séries éliminatoires | Séries éliminatoires | Séries éliminatoires | Séries éliminatoires |
| Saison    | Équipe          | Ligue      | PJ                | B                 | A                 | Pts               | Pun               | PJ                | B                 | A                    | Pts                  | Pun                  |                      |                      |
| 2020-2021 | EV Zoug U20     | U20 Élites | 47                | 12                | 5                 | 17                | 70                | -                 | -                 | -                    | -                    | -                    |                      |                      |
| 2021-2022 | EV Zoug U20     | U20 Élites | 17                | 12                | 10                | 22                | 16                | 11                | 7                 | 3                    | 10                   | 12                   |                      |                      |
| 2021-2022 | EVZ Academy     | SL         | 36                | 5                 | 4                 | 9                 | 41                | 2                 | 0                 | 0                    | 0                    | 0                    |                      |                      |
| 2022-2023 | EV Zoug U20     | U20 Élites | 39                | 39                | 27                | 66                | 44                | 7                 | 7                 | 3                    | 10                   | 10                   |                      |                      |
| 2022-2023 | EV Zoug         | NL         | 15                | 0                 | 1                 | 1                 | 0                 | 3                 | 0                 | 0                    | 0                    | 0                    |                      |                      |
| 2023-2024 | EV Zoug U20     | U20 Élites | 12                | 8                 | 2                 | 10                | 10                | 11                | 7                 | 1                    | 8                    | 10                   |                      |                      |
| 2023-2024 | EV Zoug         | NL         | 30                | 0                 | 1                 | 1                 | 8                 | 2                 | 0                 | 0                    | 0                    | 0                    |                      |                      |
| 2024-2025 | HC Ambrì-Piotta | NL         | Saison en cours ? | Saison en cours ? | Saison en cours ? | Saison en cours ? | Saison en cours ? | Saison en cours ? | Saison en cours ? | Saison en cours ?    | Saison en cours ?    | Saison en cours ?    |                      |                      |

#### Tournoi
| Saison    | Équipe                    | Compétition         |   | PJ | B | A | Pts | Pun         |  | Résultat |
| 2015-2016 | Sélection de l'Est Suisse | TIHPQ               | 5 | 1  | 0 | 1 | 0   |             |  |          |
| 2022-2023 | EV Zoug                   | Ligue des Champions | 1 | 0  | 0 | 0 | 0   | Demi-Finale |  |          |

### En équipe nationale
| Année | Équipe     | Compétition                 |   | PJ | B | A | Pts | Pun      |  | Résultat |
| 2022  | Suisse U20 | Championnat du monde junior | 3 | 0  | 0 | 0 | 2   | 8e place |  |          |
| 2023  | Suisse U20 | Championnat du monde junior | 3 | 0  | 0 | 0 | 0   | 7e place |  |          |

## Trophées et honneurs personnels

### Juniors Élites A
- Champion de Suisse 2022 et 2024avec le EV Zoug.
- Joueur ayant inscrit le plus de buts lors de la saison 2022-2023 (39).
- Joueur ayant inscrit le plus de buts lors des séries éliminatoires de 2023 (7).